# Colletes infracognitus
Colletes infracognitus är en biart som beskrevs av Cockerell 1937. Colletes infracognitus ingår i släktet sidenbin, och familjen korttungebin. Inga underarter finns listade i Catalogue of Life.